# Attero Dominatus
Attero Dominatus is het derde album van de Zweedse heavy-metalband Sabaton, waar voor het eerst de toetsenist Daniel Myhr meedeed. Attero Dominatus zou Latijn moeten zijn voor 'Vernietig Tirannie', maar de correcte vertaling daarvoor zou 'Attere Dominatum' zijn.
Net zoals Primo Victoria gaan de nummers over oorlog-onderwerpen. Het nummer 'Nuclear Attack' gaat over het bombardement op Hiroshima en Nagasaki; 'Rise of Evil' over het opkomende regiem van Adolf Hitler; 'In the Name of God' over de bestrijding van het terrorisme in het Midden-Oosten; 'Back in control' over de Falklandoorlog.

## Nummers
1. 'Attero Dominatus' – 3:43 (Over de slag rond Berlijn)
2. 'Nuclear Attack' – 4:10 (Over Hiroshima en Nagasaki)
3. 'Rise of Evil' – 8:19 (Over de opkomst van het Derde Rijk en Adolf Hitler)
4. 'In the Name of God' – 4:06 (Over de oorlog tegen terrorisme en Osama bin Laden)
5. 'We Burn' – 2:55 (over de Joegoslavische oorlogen)
6. 'Angels Calling' – 5:57 (Over de Eerste Wereldoorlog)
7. 'Back in Control' – 3:14 (Over de Falklandoorlog)
8. 'Light in the Black' – 4:52 (Over de vredebewarende machten van de VN)
9. 'Metal Crüe' – 3:42 - (Een hommage aan Heavy Metal, opgebouwd uit bandnamen, waaronder Judas Priest, Iron Maiden, Slayer, Queen, Kiss)

## Bezetting
- Joakim Brodén - zang
- Rikard Sundén - gitaar
- Oskar Montelius - gitaar
- Pär Sundström - basgitaar
- Daniel Mullback - drums
- Daniel Myhr - keyboards

## Uitgavengeschiedenis
| Land             | Datum      |
| ---------------- | ---------- |
| Europa           | 2006       |
| Verenigde Staten | 29-01-2008 |